# Linda McCartney
Linda Louise McCartney, Lady McCartney (născută Eastman, fostă See, n. 24 septembrie 1941, Scarsdale⁠(d), Westchester County, New York, SUA – d. 17 aprilie 1998, Tucson, Arizona, SUA) a fost o fotografă, muziciană și activistă americană pentru drepturile animalelor. Tatăl și mama ei erau Lee Eastman și Louise Sara Lindner Eastman.
Linda s-a căsătorit cu Paul McCartney, membru al trupelor The Beatles și Wings, pe 12 martie 1969, și a devenit la rândul ei membră a formației Wings. Tot în 1969 Paul McCartney a adoptat-o pe Heather Louise, născută din precedentul mariaj al Lindei. Linda și Paul au avut trei copii împreună: Mary Anna, Stella Nina și James Louis. Linda a devenit Lady McCartney când soțul ei a fost făcut cavaler în 1997.
McCartney a scris câteva cărți de bucate vegetariene și a fost fotografă profesionistă publicând Linda McCartney's Sixties: Portrait of an Era. McCartney a fost diagnosticată cu cancer mamar în 1995 și a murit la vârsta de 56 de ani, pe 17 aprilie 1998 în Tucson, Arizona unde familia McCartney deținea o fermă. Și-a lăsat întreaga avere soțului ei prin fondul Qualified Domestic Trust.